# Ossario di Forno di Coazze
L’Ossario di Forno di Coazze è un sacrario partigiano che si trova in località Forno, borgata Ferria, del comune di Coazze, in Val Sangone (Città metropolitana di Torino).

## Storia
A seguito di alcune azioni partigiane, nel maggio 1944 i nazifascisti effettuarono un vasto rastrellamento in alcune valli del Piemonte occidentale, fra cui la Val Sangone. Fra l’altro, presero 24 partigiani catturati e detenuti nel carcere allestito nella scuola elementare di Coazze e li condussero a Forno (circa 950 m sul livello del mare), fecero scavare una grande fossa quasi sulla sponda del torrente Sangone e poi li mitragliarono alle gambe facendoli cadere, vivi, nella fossa dove, ammucchiati uno sull’altro, morirono lentamente dissanguati. Per due giorni i nazifascisti impedirono alla popolazione locale di avvicinarsi, poi gettarono sui corpi sassi e terra e se ne andarono. Altri quattro partigiani furono fucilati contestualmente a Forno.
Subito dopo la Liberazione, nel maggio 1945, su iniziativa dei partigiani della valle e del comandante Giuseppe Falzone, si decise la costruzione di un ossario per una degna sepoltura delle vittime, poco più in alto della fossa comune dove si consumò l’eccidio, a circa duecento metri di distanza. I lavori per la realizzazione dell’ossario, costruito con il contributo economico dei partigiani e di alcune famiglie della valle e progettato dall’ingegner E. Coticone, iniziarono già nel giugno 1945 e la struttura fu inaugurata il 4 novembre 1945, alla presenza di Ferruccio Parri e dell’arcivescovo di Torino, cardinale Maurilio Fossati.

## Descrizione
La forma della struttura vuole ricordare un’aquila ad ali spiegate. Al centro c’è una piccola cappella con la sovrastante scritta Usque ad finem et ultra comites e ai lati le lapidi coi nomi dei 98 caduti le cui salme sono state qui tumulate: oltre ai 24 caduti della fossa comune, vi riposano molti altri partigiani uccisi in valle (che in tutto sono 278), fra cui anche quattro stranieri (due cecoslovacchi, un polacco e un russo) e alcuni di cui non è stato possibile accertare l’identità. Vi sono anche due civili, le prime vittime della repressione nazifascista in valle.

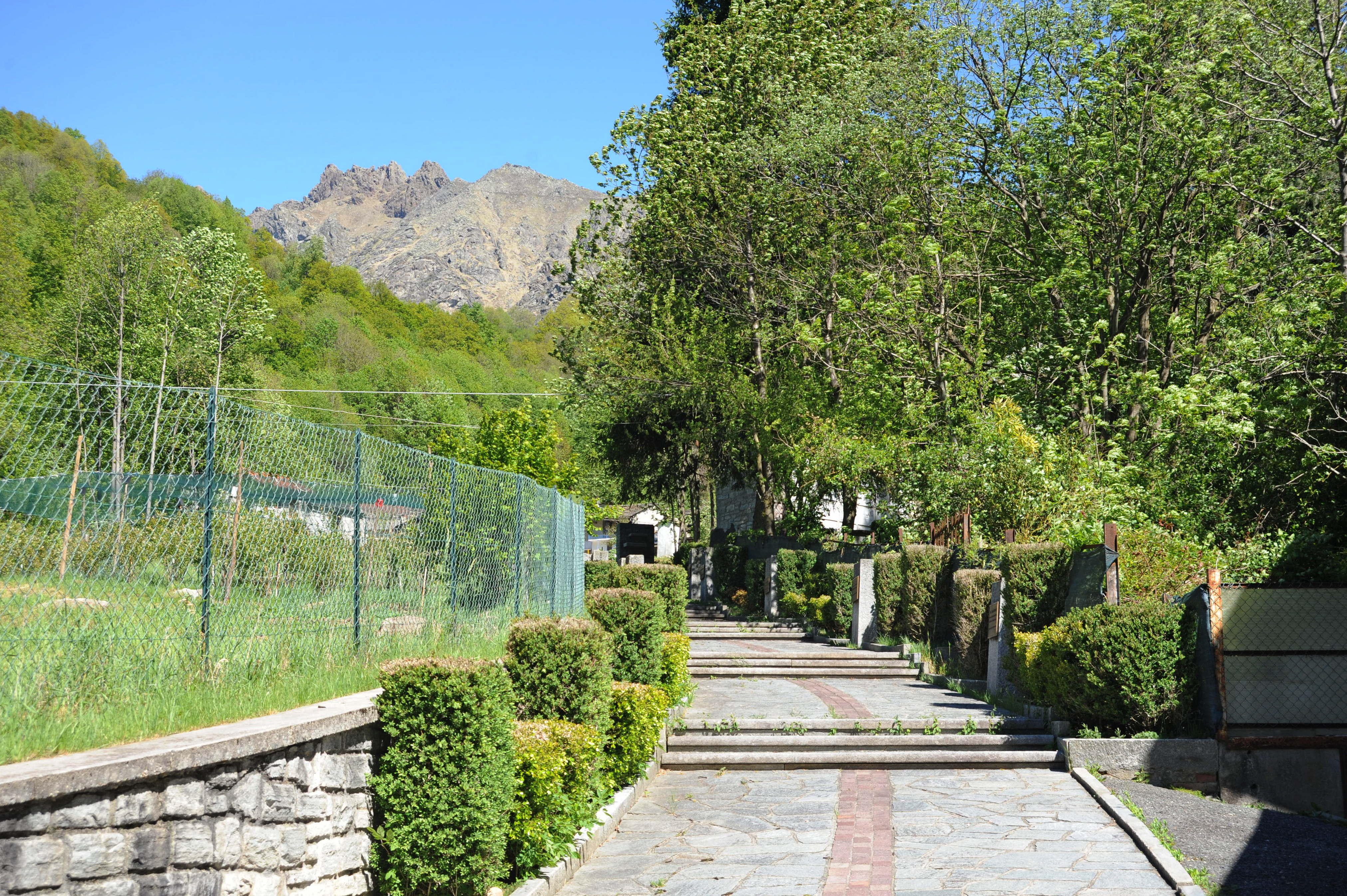
Il viale di accesso all'Ossario

Fra il 1986 e il 1991 l’ambiente intorno all’ossario è stato risistemato con un viale di accesso monumentale con alcune lapidi e anche l’area della fossa comune è stata resa più accessibile. Ogni anno, a maggio e a novembre, vi si tiene una celebrazione a cui sono stati presenti anche tre Presidenti della Repubblica: Oscar Luigi Scalfaro nel 1997, Giorgio Napolitano nel 2009 e Sergio Mattarella nel 2015.
Nel 2005 l’ossario è stato riconosciuto cimitero di guerra dal Ministero della Difesa.
L’attuale presidente del Comitato di gestione dell’ossario è Piero Fassino.